# Шпонек, Ганс фон
Ханс Эмиль Отто граф фон Шпонек (нем. Hans Emil Otto Graf von Sponeck; 12 января 1888, Дюссельдорф — 23 июля 1944, Гермерсхайм) — немецкий военный деятель, генерал-лейтенант (с 1940 года), осуждённый за невыполнение приказа и позже расстрелянный.

## Биография

### Ранние годы жизни
Шпонек родился 12 января 1888 года в Дюссельдорфе, в семье потомственных аристократов. Шпонек был 4-м ребёнком и единственным сыном в семье. В возрасте 10 лет был отдан в кадетский корпус. В 1908 году был назначен в действующую армию в звании лейтенанта. В том же году был произведен в звание капитана. В Первую мировую войну был трижды ранен и награждён Железным крестом с Дубовыми листьями. В период между войнами стал одним из создателей немецких воздушно-десантных войск.

### Вторая мировая война
С началом Второй мировой войны участвовал в голландской операции; командовал воздушным десантом в битве за Гаагу (1940). Был ранен, произведен в звание генерал-лейтенанта и награждён Рыцарским крестом.
Немецкий историк Гёц Али утверждает, что Шпонек разделяет ответственность за преступления нацистов, в частности за два дня до нападения Германии на СССР он отдал приказ подчинённым вычислять среди советских военнопленных евреев и расстреливать их. 7 октября 1941 года Шпонек приказал своим войскам тесно сотрудничать с Полицией безопасности и Службой безопасности (SD) с целью облав на евреев среди гражданского населения. Массовые расстрелы евреев подразделениями айнзатцгрупп задокументированы в Геническе и Мелитополе вскоре после того, как эти города были оккупированы 22-й пехотной дивизией в октябре 1941 года. Только в Мелитополе было убито 2000 евреев, в том числе детей и женщин. Позднее, в английском плену, один из подчиненных генерала фон Шпонека полковник Дитрих фон Хольтиц, в тайно записанном разговоре откровенно признался, что принимал активное участие в уничтожении евреев во время немецкого вторжения в Советский Союз.

#### Керченский десант
С 10 октября 1941 года Шпонек командовал 42-м армейским корпусом 11-й армии во время боёв за Крым. К концу 1941 Крым, за исключением Севастополя, был занят немецкой армией. Основные силы 11-й армии вермахта были заняты осадой Севастополя, лишь часть 46-й дивизии из состава корпуса Шпонека была выделена для прикрытия Керченского полуострова.
26 декабря 1941 года Красная Армия высадила десант в районе Керчи. В этот момент силы противника на Керченском полуострове были представлены одной немецкой дивизией — 46-й пехотной и румынским полком горных стрелков, охранявшим район Парпачского хребта. После высадки сил РККА в Феодосии (30 декабря) Фон Шпонек своей властью санкционировал отступление дивизии с полуострова. Это было связано с угрозой окружения 46 дивизии и других частей стран Оси, находящихся на полуострове. Таким образом, части 46-й дивизии оказались под угрозой окружения. Приказ Манштейна, запрещавший отход, радиостанция корпуса не успела принять. Окружения удалось избежать, но всё тяжёлое вооружение было оставлено.

#### «Дело Шпонека»
За эти действия по представлению командующего 11-й армии Э. фон Манштейна фон Шпонек и командир 46-й дивизии генерал-лейтенант Курт Гимер были отстранены от командования. Дивизия была лишена знаков отличия. 23 января 1942 года судом военного трибунала под председательством Геринга фон Шпонек был приговорен к расстрелу. Гитлер заменил расстрел на 6 лет заключения в крепости. 23 июля 1944 года после неудавшегося покушения на Гитлера фон Шпонек был казнен по приказу Гиммлера. На казни также активно настаивал гауляйтер Йозеф Бюркель.
Манштейн описывает причины отстранения Шпонека следующим образом:

Я отстранил Шпонека от командования, потому что не был уверен, что он способен был в то время справиться с критической обстановкой, сложившейся на Керченском полуострове. В тяжелых боях за Днепр ему в своё время пришлось вынести тягчайшее напряжение. На его место я назначил отлично проявившего себя командира 72 пд, генерала Маттенклотта.

И далее, о суде:

…военно-полевой суд, состоявший из опытных фронтовых командиров, не вынес бы такого приговора, какой вынес суд под председательством Геринга. В качестве обстоятельства, смягчающего вину графа Шпонека, необходимо было принять во внимание, что он, попав в чрезвычайно сложную обстановку, был глубоко убежден, что иначе поступить нельзя. Кроме того, то, что он отличился на посту командира 22 пд под Роттердамом и при форсировании Днепра под Бериславом, должно было бы исключить возможность подобного приговора.

И о судьбе фон Шпонека:

Как только я узнал о приговоре, я в рапорте на имя командующего группой армий вступился за графа Шпонека и потребовал, чтобы, прежде всего ещё раз выслушали меня. Генерал-фельдмаршал фон Бок полностью поддержал мою позицию. Однако, мы получили только ответ Кейтеля, в совершенно неоправданно резкой форме отклонявший нашу точку зрения.

… 

Потом он подло был расстрелян по приказу Гиммлера после 20 июля 1944 г.,[]. Все мы, кто его знал, будем с уважением хранить память о нём, как о честном солдате и о командире, исполненном высокого чувства ответственности.

## Награды
- Железный крест (1914) 2-го и 1-го класса (Королевство Пруссия)
- Спасательная медаль (Королевство Пруссия)
- Орден «За военные заслуги» 4-го класса с мечами (Королевство Бавария)
- Орден Фридриха рыцарский крест 1-го класса с мечами (Королевство Вюртемберг)
- Орден Церингенского льва рыцарский крест 2-го класса с мечами (Великое герцогство Баден)
- Крест «За военные заслуги» (Княжество Липпе-Детмольд)
- Орден Святого Иоанна Иерусалимского рыцарь чести (Ehrenritter)
- Нагрудный знак «За ранение» (1918) в серебре
- Почётный крест Первой мировой войны 1914/1918 с мечами
- Медаль «За выслугу лет в вермахте» с 4-го по 1-й класс
- Пряжка к Железному кресту 2-го и 1-го класса
- Рыцарский крест Железного креста (14 мая 1940)